# Cloaca maxima

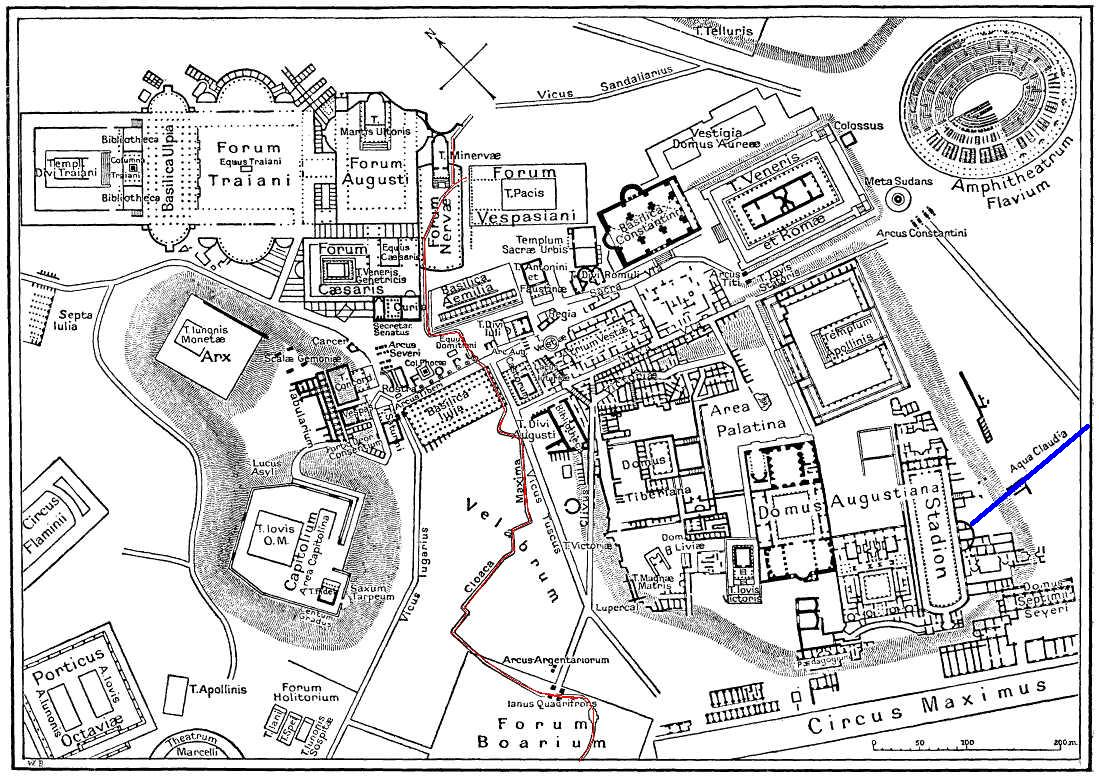
Kanalizace (červeně) a akvadukt (modře) ve starém Římě

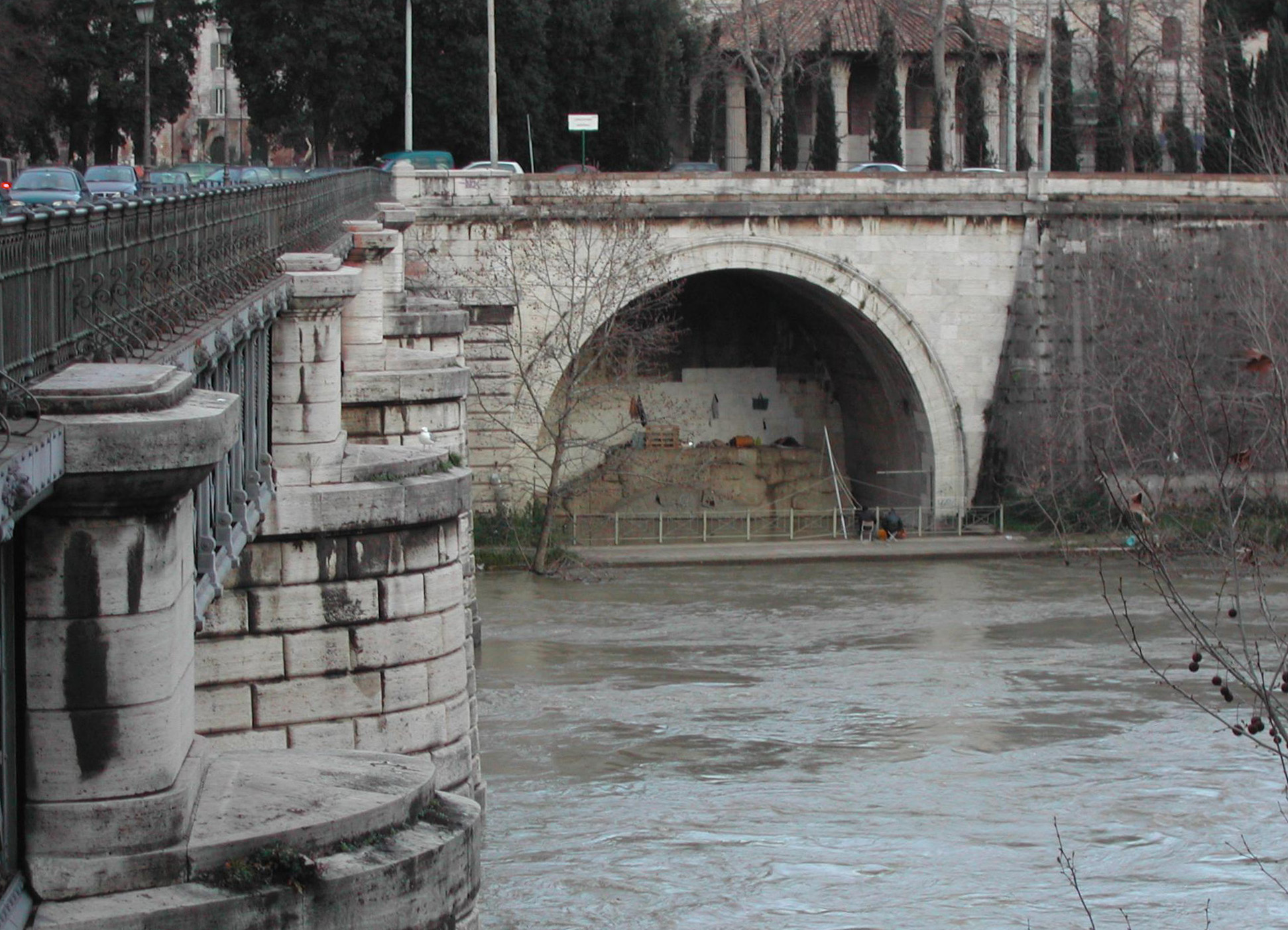
Výtok z Cloaca Maxima v dnešních dnech

Cloaca Maxima doslova znamená velká stoka. Je to jeden z nejstarších kanalizačních systémů na světě. Ve starém Římě sloužil k vysušení mokřin a odvodu odpadu z města. Po velkých záplavách ji nechal zbudovat tehdejší pátý král Říma Lucius Tarquinius Priscus, otec Tarquinia Suberba (poslední etruský král). Stavba se mnoho neprodražila, protože jako dělníci byli využiti lidé z chudších vrstev a také etruské ženijní vojsko. Konstrukce obsahuje nepravou klenbu, dosahuje šířky 3 m a výška je 4 m. Podobný kanalizační systém se rozšířil po Římské říši v kombinaci s akvadukty.
Podle historika Tita Livia byl původně otevřený kanál nejdříve vytvořen pro potřeby tří sousedících vrchů soustředěný na hlavní fórum a následně do řeky Tibery. Rozrůstající se město poté pohltilo tuto odpadní stoku – v té době mělo dojít i k uzavření kanálu. Teorii podporuje i fakt, že některé ze spodních částí systému se nacházely pod úrovní terénu již v předpokládané době stavby.
Cloaca Maxima skvěle sloužila Římskému impériu, a dokonce fungovala i po jeho pádu. Je známo, že v roce 33 př. n. l. se státník Agrippa zasloužil o jeho inspekci a opravu – archeologové předpokládají, že systém, kvůli použitému materiálu, potřeboval stálou pozornost. Nedávno se i zbývající části připojily do moderní kanalizace hlavně kvůli působení řeky. Dnes se dá ústí Cloaca Maxima do řeky Tibery spatřit vedle mostů Ponte Rotto a Ponte Palatino.